# Wildernisgebied Tarvantovaara
Het wildernisgebied Tarvantovaara (Fins: Tarvantovaaran erämaa-alue) ligt in de Finse gemeente Enontekiö, ten noorden van het dorp Kaaresuvanto en ten westen van Leppäjärvi. De gemeente Enontekiö maakt deel uit van de regio en provincie Lapland.
Het wildernisgebied is een toendra-achtig plateau dat deels boven de boomgrens ligt. De toppen van de hoogste bergen (fjelds) reiken tot boven 600 m. Droge, vaak met korstmossen begroeide berkenbossen en uitgestrekte veenmoerassen zijn kenmerkend voor Tarvantovaara. Palsavenen komen er vaak voor. Behalve kleine pijnbossen zijn er weinig naaldbossen.
Rivieren doorkruisen het gebied van noord naar zuid. De grootste hiervan, de Lätäseno, is voor de kanovaarder een van de meest veeleisende van Finland. Ook de zalm blijkt in een recent verleden de weg naar deze rivier te hebben gevonden.
Er zijn in dit gebied geen echt gemarkeerde paden, enkel oude paden zoals het pad van de postbode dat Kultima met het dorp Leppäjärvi verbindt of dat wat van Kaaresuvanto naar de Noorse grens gaat. Voor trekkers zijn er in het hele gebied slechts twee hutten.